# Aar (Bas-Rhin)
Pour les articles homonymes, voir Aar.
L'Aar est une rivière de la circonscription administrative du Bas-Rhin qui traverse les communes de Strasbourg et de Schiltigheim. Il s'agit d'un bras qui se sépare de l'Ill à hauteur du pont d'Auvergne, devant l'Église Saint-Paul de Strasbourg, pour la rejoindre au niveau de l'écluse no 51 du Canal de la Marne au Rhin à Schiltigheim. Ensemble l'Aar et l'Ill forment l'île Saint-Hélène (anc. Spitalgarten).

## Géographie
D'une longueur de 3,2 km , l'Aar se sépare de l'Ill à la pointe sud de l'île Sainte-Hélène, à hauteur de l'église Saint-Paul à Strasbourg, et traverse les quartiers du Contades et du Wacken. Elle rejoint l'Ill à Schiltigheim après avoir croisé le canal de la Marne au Rhin grâce à un barrage mobile composé de plusieurs vannes.
L'Aar est particulièrement appréciée par les kayakistes strasbourgeois pour remonter en ville.